# Sedmiúhelníkové číslo
Sedmiúhelníková čísla jsou figurální čísla odpovídající sedmiúhelníku. Nté sedmiúhelníkové číslo je počet stejně velkých „bodů“, ze kterých lze sestavit pravidelný sedmiúhelník, jehož strana má délku n.

Prvních pět sedmiúhelníkových čísel

Vzorec pro nté sedmiúhelníkové číslo je:
{\displaystyle {\frac {5n^{2}-3n}{2}}}.
Několik prvních sedmiúhelníkových čísel:
1, 7, 18, 34, 55, 81, 112, 148, 189, 235, 286, 342, 403, 469, 540, 616, 697, 783, 874, 970, 1071, 1177, 1288, 1404, 1525, 1651, 1782, … (Posloupnost A000566 v databázi On-Line Encyclopedia of Integer Sequences).

## Vlastnosti
V posloupnosti 7úhelníkových čísel se sudá a lichá čísla opakují vždy podle vzoru ...liché, liché, sudé, sudé...
5 sedmiúhelníkových čísel je o 1 menší než trojúhelníkové číslo a 55 je zároveň trojúhelníkové a čtvercové pyramidové číslo.

### Součet převrácených hodnot
Součet převrácených hodnot všech sedmiúhelníkových čísel je takovýto:
{\displaystyle \sum _{n=1}^{\infty }{\frac {2}{n(5n-3)}}={\frac {1}{15}}{\pi }{\sqrt {25-10{\sqrt {5}}}}+{\frac {2}{3}}\ln(5)+{\frac {{1}+{\sqrt {5}}}{3}}\ln \left({\frac {1}{2}}{\sqrt {10-2{\sqrt {5}}}}\right)+{\frac {{1}-{\sqrt {5}}}{3}}\ln \left({\frac {1}{2}}{\sqrt {10+2{\sqrt {5}}}}\right)}.